# 张勇 (四川企业家)
张勇（1971年—），前中国公民，后经申请，成功入籍新加坡，现任海底捞董事長，原籍四川简阳。2019年至2020年登上福布斯《新加坡50大富豪榜》榜首，成為新加坡首富。

## 生平
张勇出生在四川一个普通的工人之家，1988年技校毕业之后回简阳任电焊工。后来自行创业失败，为了还3000元的债务，便在街边摆起了四张桌子，开始售卖麻辣烫。1994年3月，张勇夫妇和同学施永宏李海燕夫妇四人创办以经营川味火锅为主的餐饮企业海底捞，起初张勇不会炒料，当时的他左手拿书、右手炒料。由于服务态度好、上菜速度快，海底捞客人逐步增多，甚至做的不好时，客人也乐意教他们做，餐厅逐渐在简阳出名。
2012年，張勇獲《中外管理》杂志“管理中国”总评选最佳领导力奖。

## 家庭
张勇的妻子名为舒萍，育有一子，目前全家持有新加坡国籍。张勇现时居住于中国和新加坡两地，而妻儿则居住于新加坡。